# Giuseppe Piermarini
Giuseppe Piermarini (Foligno 18 juillet 1734-18 février 1808) est un ingénieur et l'un des principaux architectes italiens du XVIIIe et début du XIXe siècle.

## Biographie

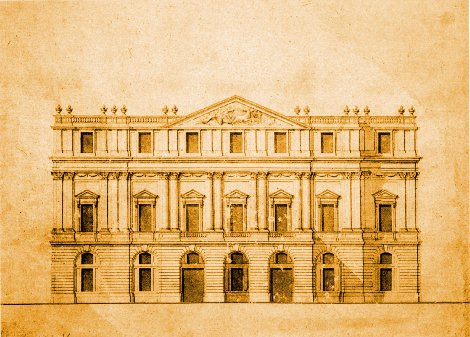
Projet pour La Scala.

Giuseppe Piermarini né à Foligno (qui faisait alors partie de l'État pontifical) était un architecte italien. Il a été formé par Luigi Vanvitelli à Rome et il a été son collaborateur à Caserte (1765-1769) avant de se rendre à Milan où il a conçu le Teatro della Scala (1776-1778). Cette réalisation est son travail de référence. À la suite des destructions provoquées par les bombardements de 1943 et aux restructurations successives, du projet initial seul le plan général et la façade sont encore reconnaissables.
À Milan, Piermarini a été nommé professeur à l'Académie des beaux-arts de Brera, mieux connue sous le nom de l'Académie de Brera, quand elle a été officiellement fondée en 1776. De sa base de Milan il a réorganisé l'Université de Pavie (1770) et le palais de l'Accademia di Scienze e Belle Lettere (ou Accademia Virgiliana), à Mantoue (1773). Avec la décision des Habsbourg d'installer un archiduché à Milan, Piermarini a été chargé de reconstruire le palais ducal (attenant à la cathédrale) en tant que résidence permanente et à construire un tout nouveau siège près de Monza. Pour le palais archiducal de Milan, Piermarini avec sa sobre façade néoclassique (1773-1780) a réussi à éviter la concurrence des projets gothiques et, dans le cadre de ses projets d'urbanisme, il a créé dans le centre-ville la Piazzetta Reale. Pour la Villa Reale, au départ villa de loisir, ses changements successifs (à partir de 1776), en ont fait un siège de tribunal.
En 1779 Piermarini a été officiellement nommé architecte du Royaume Impérial, poste qu'il occupa pendant plusieurs années. À Milan d'autres projets mineurs comprennent le Palazzo Greppi (1772-1778) et le Palazzo Belgioioso (1772-1781). À Parabiago, son ami ébéniste Giuseppe Maggiolini lui commanda la construction d'une nouvelle façade pour la Chiesa dei Santi Gervasio et Protasio (1780). En 1798 il retourna à Foligno, où il effectua quelques changements dans la Cathédrale et prépara un projet pour la Cappella del Sacramento en l'église San Lorenzo à Spello.
Il meurt à Foligno en 1808.

## Sources de traduction
- (en) Cet article est partiellement ou en totalité issu de l’article de Wikipédia en anglais intitulé « Giuseppe Piermarini » (voir la liste des auteurs).